# ニッパー (犬)

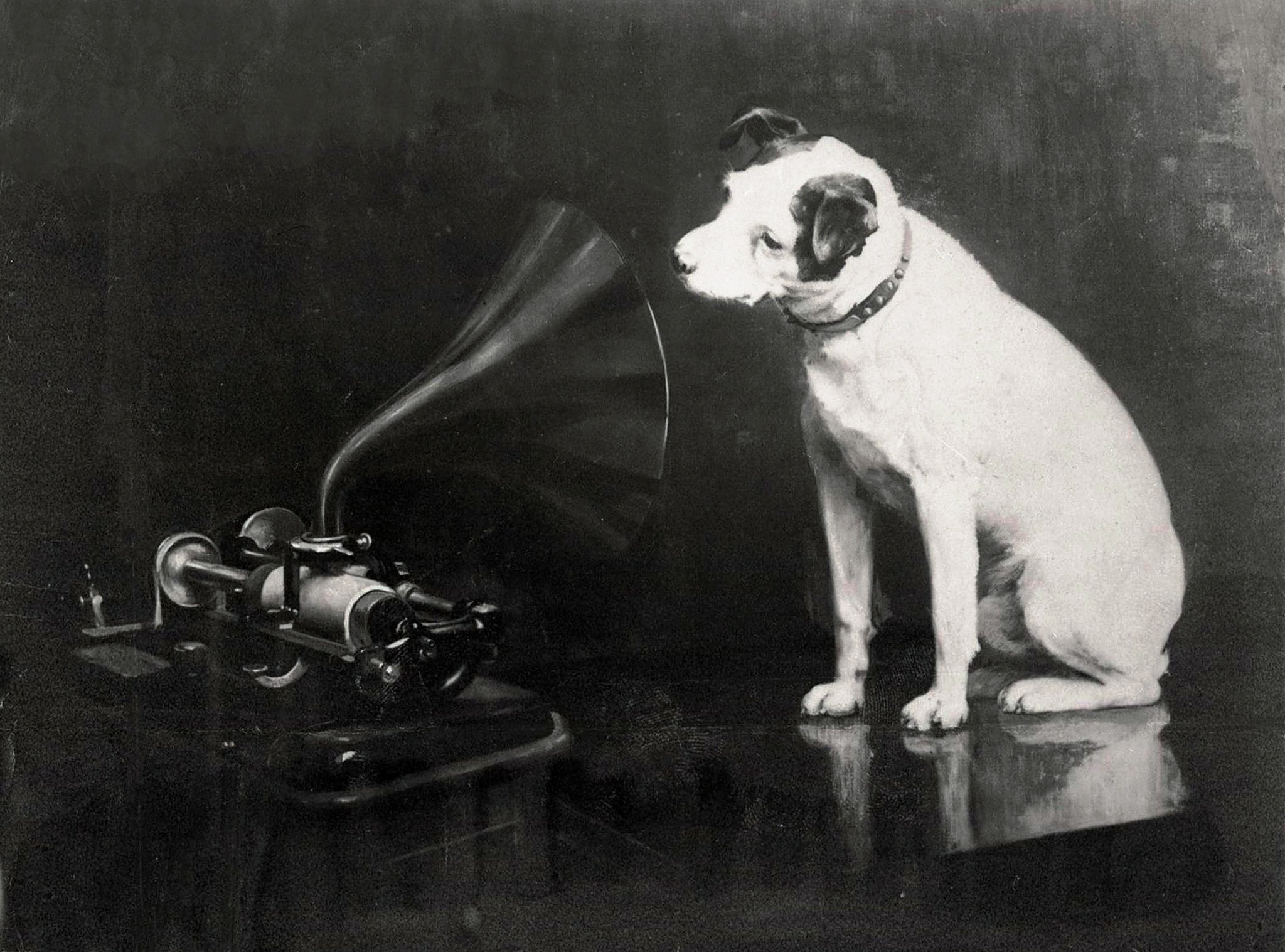
フランシスが最初に描いた絵では、ニッパーはフォノグラフ（円筒型蓄音機）を覗いていた。

ニッパー（Nipper）は、絵画『His Master's Voice』のモデルとなった犬。蓄音機に耳を傾けるニッパーを描いたその絵画は、日本ビクター（現・JVCケンウッド）やビクターエンタテインメント、HMV、RCA（現・仏国ヴァンティヴァ）、RCAレコード（現・米国ソニー・ミュージックエンタテインメント）などの企業のトレードマーク、またはブランドとして知られる。

## 生い立ち
ニッパーの最初の飼い主は、イギリスの風景画家マーク・ヘンリー・バロウドであった。
1884年、イギリスのブリストルに生まれる。いつも客の脚を噛もうとすることから、“Nipper”（nip=噛む、はさむ：同名の工具の語源）と名づけられる。
ニッパーは、フォックス・テリア系の犬（BBCによればジャック・ラッセル・テリア）であったが、ブル・テリアの血も少し入っていた。絵画『His Master's Voice』での様子に反し、やんちゃな犬で、ニッパー自身からは喧嘩を吹っかけたりしないものの、襲ってきた犬には立ち向かい、そしていつも勝っていたという。
1887年にマークが病死したため、弟の画家フランシス・バロウドがニッパーを引き取った。彼は亡き飼い主・マークの声が聴こえる蓄音機を不思議そうに覗き込むニッパーの姿を描いた。
その8年後の1895年、ニッパーは息を引き取った。遺体はテムズ川辺の桑の木の下に葬られたといわれるが、1950年にその場所が掘り起こされたものの、ニッパーとみられる骨は見つからなかった。

## 商標までの経緯

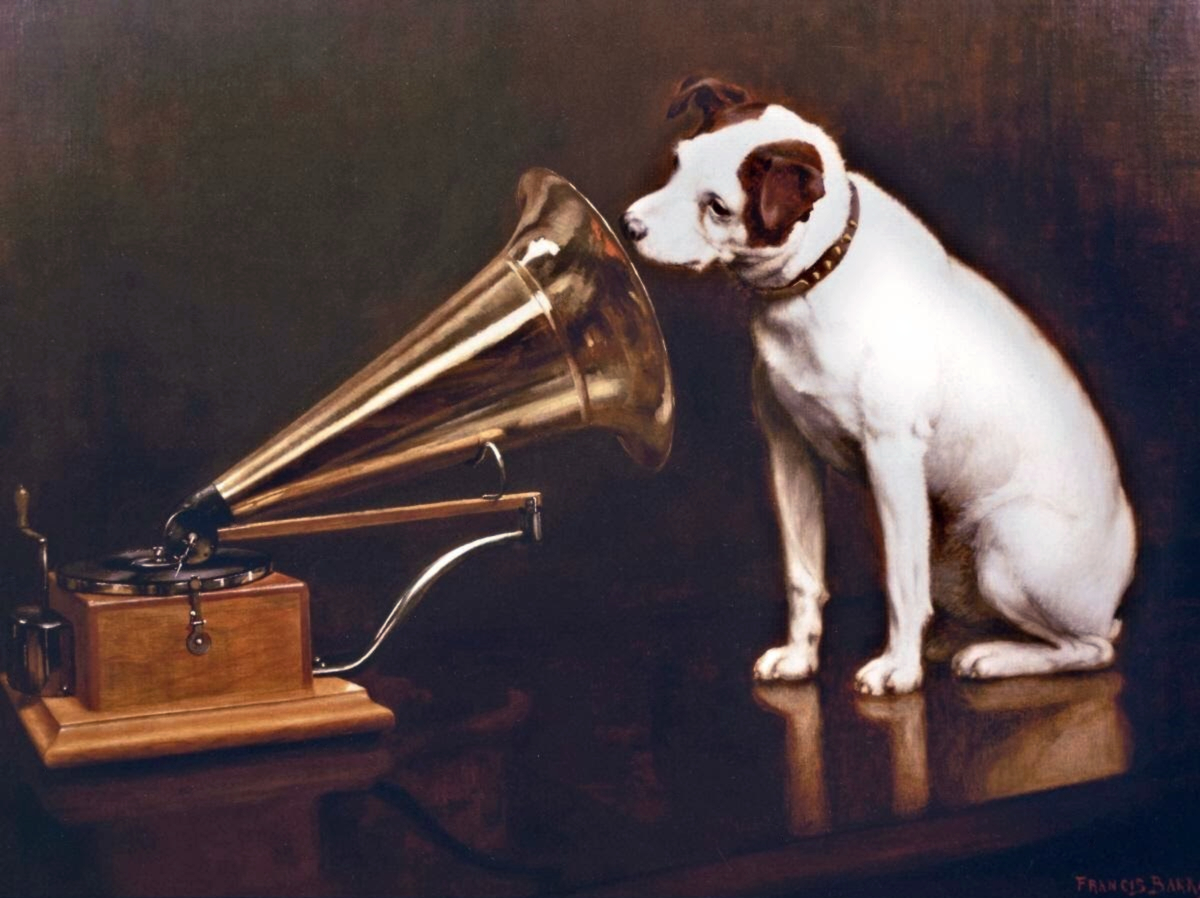
グラモフォン（円盤型蓄音機）を覗いている姿に修正されたニッパーの絵。

ニッパーの死から3年後の1898年、フランシスはエジソン・ベル（Edison Bell）社のゼンマイ式フォノグラフ（円筒型蓄音機）を熱心に聴くニッパーの絵を描いた。1899年2月11日、フランシスは自身の絵、“Dog Looking At and Listening to a Phonograph”（フォノグラフを見つめ聴いている犬）の商標を出願した。フランシスは、エジソン・ベル社にこれを提示したが、“Dogs don't listen to phonographs.”（犬はフォノグラフを聴いたりしない）と一蹴されてしまう。
同年5月31日、今度はベルリーナ・グラモフォン社のオフィスを訪問、グラモフォン（円盤型蓄音機）のブラスホーンを借りて、絵に描いた黒いホーンと置き換えようと考えていた。しかし、社長のウィリアム・オーウェンは、「もし蓄音機全体をグラモフォンに置き換えるなら、社としてこの絵を買おう」と提案してきた。こうして修正された絵はベルリーナ・グラモフォン社の商標として、1900年6月10日に登録された。

## 商標の現在
量販店としての HMV は当初グラモフォンの小売部門のブランドであったため、“His Master's Voice”を略した“HMV”を店名とした。現在の HMV は EMI と資本関係には無いが、HMVブランドは継続して使用されている。
過去には日本ビクターの製品のローン販売の金融商品である『ビクターローン・システム』のプランの一つとして『ニッパーLプラン』があった。また、同社が提供するラジオ番組、S盤アワーでは、「犬のマークでおなじみの日本ビクターがお送りする、ニュースタイルの軽音楽プロ、“S盤アワー”の時間がやってまいりました」というオープニングアナウンスがお約束であった。
なお、このマークは2025年（令和7年）現在、日本ではJVCケンウッド、およびビクターエンタテインメント（二代目法人、ただし2014年4月1日 - 2024年3月31日までの法人名はJVCケンウッド・ビクターエンタテインメント）、Verbatim Japan（旧・三菱ケミカルメディア）、北米ではソニー・ミュージックエンタテインメント（SMEI）の社内カンパニーのRCAレコードが、欧州ではタリスマンブランド（旧・テクニカラー）のRCAブランドがそれぞれ使用している。尤も、RCAでは1991年からニッパーの他にチッパーと呼ばれる仔犬も加わっている。このように地域によって使用する企業が異なる関係で、例としてかつて存在したHMVの日本法人（HMVジャパン）のロゴマークにはニッパーがなく蓄音機だけが描かれていた。またポーズが異なる図柄として、ビクターエンタテインメントの機能子会社であるフライングドッグは、跳躍するニッパーのシルエットを使っている。

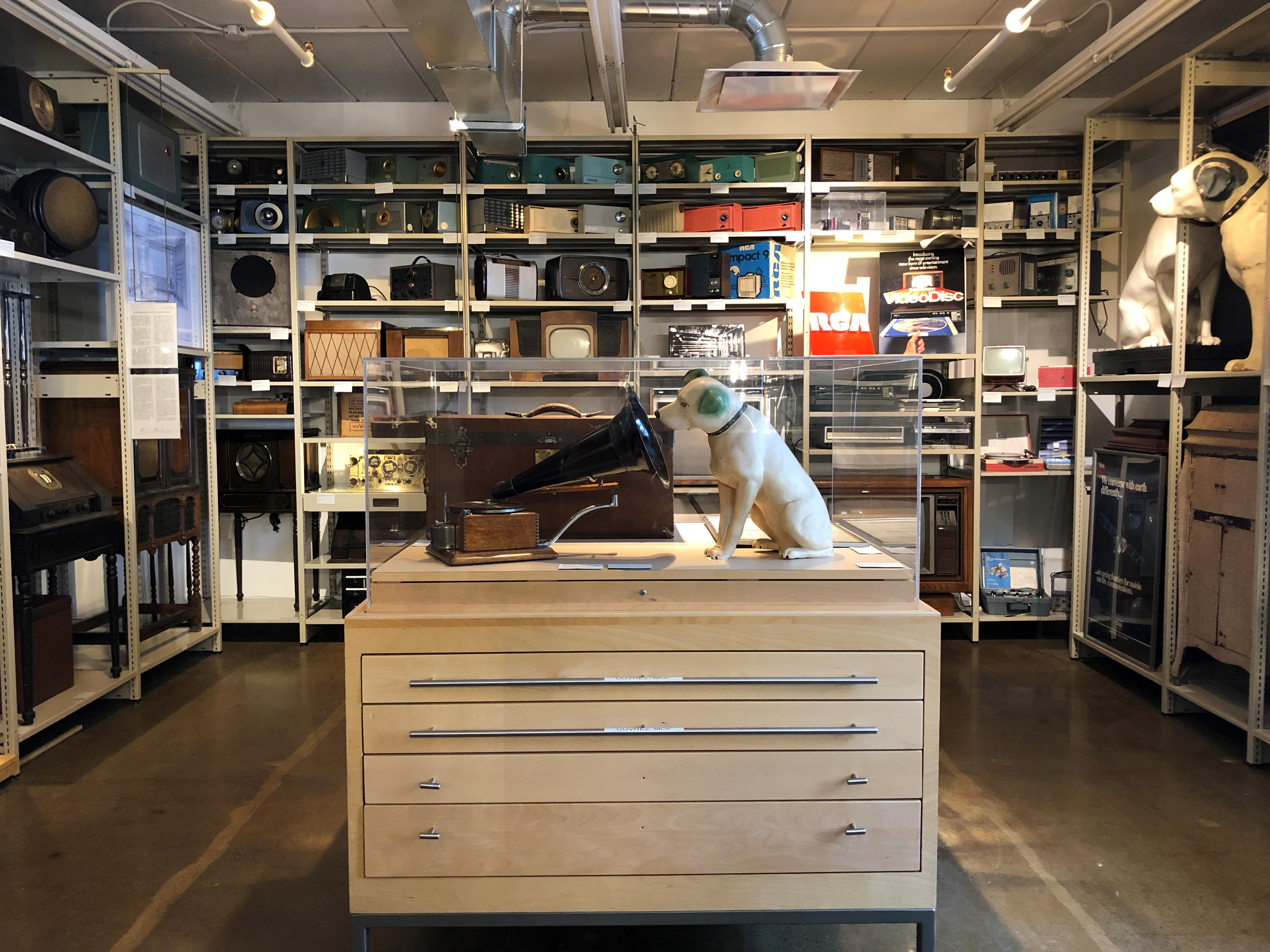
立体造形化されたニッパーの一例
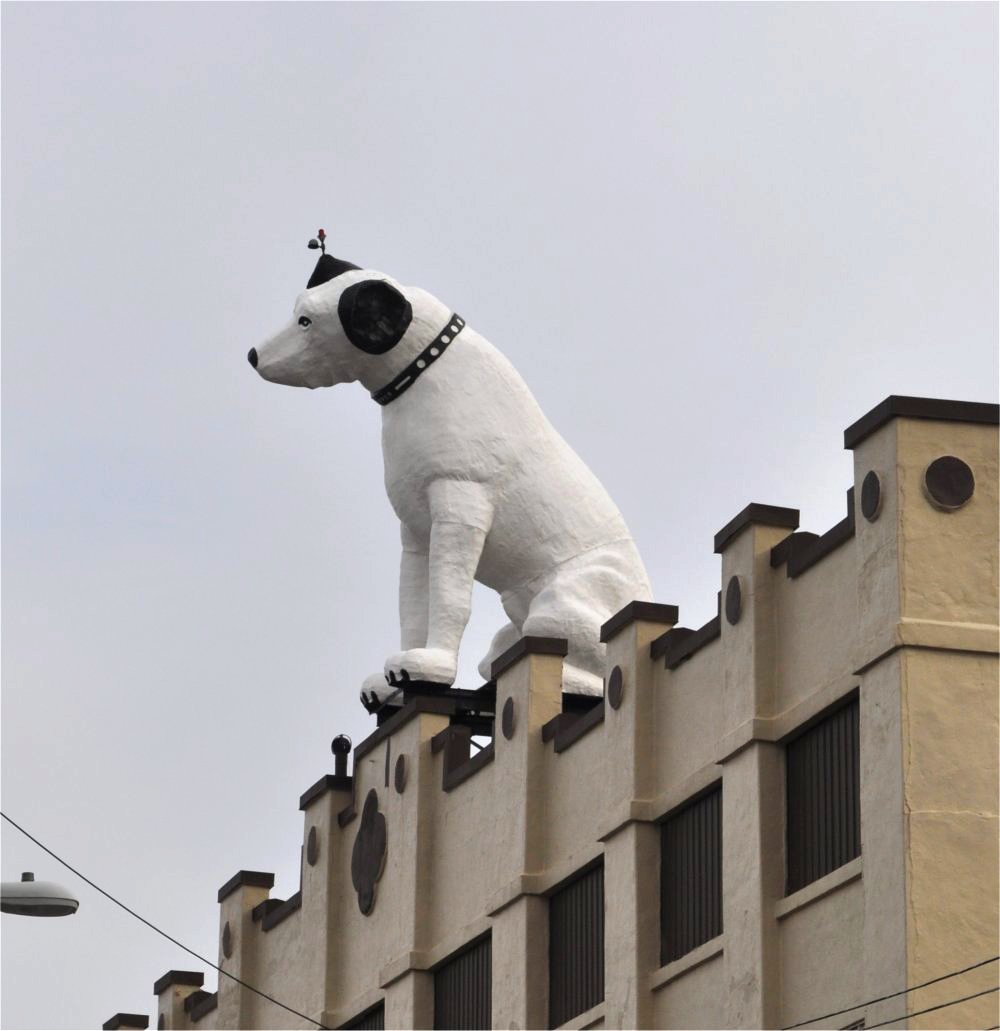
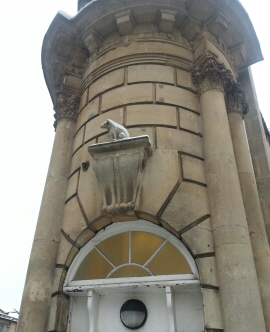

## 絵本
- ビクター名犬物語 ニッパーちゃん
監修：波多野勤子、絵：小田忠、文：三越左千夫、日本ビクター、小学館、発行年不明
- NIPPER -His Master's Voice-
作：石浦克、絵：バルコ香織、JVCネットワークス、2020年、ISBN 978-4-86303-189-0

## 音楽
日本ビクターの専属歌手だった古賀さと子と服部淳子が、1952年にニッパーを冠した童謡をいくつか発売している。
- 小犬のニッパー（歌：服部淳子）/可愛いニッパー（歌：古賀さと子）（規格品番：B-247、1952年1月）
- ニッパーと三毛ちゃん（歌：古賀さと子）（規格品番：B-252、1952年2月）
- ニッパーのピクニック（歌：古賀さと子）（規格品番：B-256、1952年3月）
- ニッパーの幼稚園/ニッパーの冒険（歌：古賀さと子）（規格品番：B-259、1952年4月）
- ニッパーのオリンピック/ニッパーのお祭り（歌：古賀さと子）（規格品番：B-272、1952年7月）
- ニッパーちゃんお早よう（歌：古賀さと子）（規格品番：B-287、1952年8月）
- ニッパーの運動会（歌：古賀さと子）（規格品番：B-290、1952年10月）
- ニッパーの栗ひろい（歌：古賀さと子）（規格品番：B-302、1952年11月）
- ニッパーちゃんのクリスマス（歌：古賀さと子）（規格品番：B-305、1952年12月）

また、1950年代に犬の鳴き声のテープを使ったレコードがシンギング・ドッグス名義で発売された際、日本では「歌うニッパー」というタイトルでSP盤が発売された。
2021年には、ビクターエンタテインメント所属のロックバンド四星球が「名犬ニッパー・ドッグンロール」という楽曲を発表した（アルバム「ガッツ・エンターテイメント」収録）。